# Burgruine Kogl
Die Burgruine Kogl ist eine in Kogl im Wienerwald gelegene abgegangene Hausberganlage (Motte), die wahrscheinlich um 1200 entstand und bereits im 15. Jahrhundert wieder abgebrochen wurde.

## Geographische Lage
Die Höhenburganlage befindet sich unmittelbar östlich der Ortschaft Kogl auf einer 269 m hohen Hügelkuppe mit dem Flurnamen Schlossberg. Rund 500 m nordwestlich befinden sich die erkennbaren Reste einer möglichen Hausberganlage als Vorgängeranlage.

## Geschichte
Die Ursprünge der Burg stehen in enger Verbindung mit dem Geschlecht der Eisenbeutel. 1311 verkaufte Weigand der Eisenbeutel die Burg an den herzoglichen Forstmeister Ludwig von Döbling; sie gelangte durch einen weiteren Verkauf 1329 an Ott von Kierling. 1403 erhielt Hans von Kogl, ein Eyczinger, von Herzog Albrecht IV. das Haus zum Kogl. 1408 wurde der Wiener Bürgermeister Konrad Vorlauf von Parteigängern Herzog Leopold IV. von Habsburg auf der Burg festgehalten und erst gegen ein beträchtliches Lösegeld freigelassen. Herzog Albrecht besetzte 1415 die Burg, da Hans einen Einfall in Mähren unternommen hatte. Hans erhielt das Lehen zwar zurück, musste die Burg aber auf Weisung des Herzogs abbrechen, worauf sie nicht mehr aufgebaut wurde.

## Beschreibung
Von der Burg selbst sind kaum noch bauliche Reste vorhanden. Die Kernburg stand auf einer Plattform von etwa 30 m Durchmesser, von zwei ringförmigen Gräben umgeben. Im Nordosten trennt ein Halsgraben die Anlage vom Hinterland.